# マグレブ・アラブ通信
マグレブ・アラブ通信（マグレブ・アラブつうしん、英語: Maghreb Arab Press、フランス語: Maghreb Arabe Presse、アラビア語: وكالة المغرب العربي للأنباء）
、略称：MAP は、モロッコの国営通信社。

## 沿革と概況
この通信社は、1959年5月31日に、ラバトでメーディ・ベノウナ (Mehdi Bennouna) によって創設された。同社は、1973年に国有化された。
代表者はムハンメド・カバチ (Mohammed Khabbachi) で、本社はラバトにある。この通信社は、アラビア語、英語、フランス語、スペイン語の4カ国語で国際サービスを提供している。1960年に、この通信社は、アフリカ向けの記事提供を立ち上げ、1975年10月14日には中東向けのサービスとともに英語サービスを開始した。
1999年11月16日まで、20年以上の長きにわたりアブデルジャリ・フェンジロ (Abdeljalil Fenjiro) が代表者であったが、この職はモハメド・ヤシン・マンソウリ (Mohammed Yassine Mansouri) が継承した。
この通信社の活動はニュースの提供にとどまらず、2005年には、メディアにおける女性像の改善のための憲章を、社会開発・家族・連帯省やコミュニケーション・文化省とともに起草している。

## 国外支局網
この通信社は、国外に設置した支社が、アビジャン、アルジェ、ボン、ベイルート、カイロ、ダカール、ジュネーヴ、ジッダ、リスボン、マドリード、メキシコシティ、モントリオール、モスクワ、ニューデリー、ヌアクショット、カイロ、パリ、ローマ、チュニス、ワシントンD.C.にある。加えて、アジアにも大規模な通信網をもっている。

## 国内地方支局
この通信社は、モロッコ国内では、アガディール、カサブランカ、タンジェ、ダフラ、フェズ、ケニトラ、アイウン、ナドル、ウジダ、セタトに支社を配置している。

## 通信員
さらに、この通信社は、アブダビ、アンカラ、ブエノスアイレス、カラカス、ダマスカス、アル・ジャディーダ、エッサウィラ、マラガ、マルセイユ、メキシコシティ、ニューデリー、ワルザザート、プレトリア、タンタン、タザ、テヘラン、テトゥアン、トリポリに通信員を置いている。